# Wicekrólestwo La Platy
Wicekrólestwo La Platy (hiszp. Virreinato del Río de la Plata) – kolonia hiszpańska, wydzielona w 1776 z Wicekrólestwa Peru, w celu obrony jego południowych prowincji przed wpływami brytyjskimi i portugalskimi. Obejmowała dzisiejsze Argentynę, Urugwaj, Paragwaj i Boliwię.

## Geneza i powstanie
W 1680 portugalski gubernator Rio de Janeiro, Manuel Lobo założył fortecę Colonia, na dzisiejszym wybrzeżu urugwajskim i uczynił go stolicą utworzonego przez siebie Departamentu Colonii. Głównym tego celem było zapewnienie portugalskiej ekspansji poza Brazylię, łamiąc Traktat z Tordesillas, który stracił znaczenie między 1580 a 1640, kiedy Hiszpania zajmowała Portugalię. José de Garro szybko zaatakował i zdobył fort dla Hiszpanii, który jednak 7 maja 1681 został zwrócony Portugalii ze względu na Tymczasowy Traktat z Lizbony.
Z drugiej strony Wicekrólestwo Peru wymagało przepływu całego handlu przez port w Limie, co znacznie ograniczyło potencjał gospodarczy Buenos Aires, będącego naturalnym i pierwotnym portem. To z kolei spowodowało dużą działalność przemytniczą w regionie w szczególności w samym Buenos Aires, Montevideo i Asuncion.
W 1763 na mocy Traktatu Paryskiego tereny zostały przyznane Hiszpanii.

## Początki istnienia
Premier Portugalii Markiz de Pombal w dalszym ciągu zachęcał do zajmowania spornego terytorium. Karol III szybko zareagował na korzystnych warunkach. Królestwo Francji i Anglia z różnych przyczyn pozostały w tym konflikcie neutralne. Cevallos wysłał ostrzeżenie i rozpoczął agresję na Santa Catalina, skąd Brazylijczycy wcześniej uciekli. Cevallos zdobył ją bez żadnych ofiar w niespełna miesiąc. Następnie płynąc w kierunku Montevideo i Buenos Aires, z pomocą gubernatorowi Vertizowi, odbił Colonię – również bez oporu. Udał się wtedy na wyprawę na Rio Grande do Sul, którą przerwał w Maldonado, kiedy został poinformowany o Traktacie z San Ildefonso, kończącym działania wojenne na tym obszarze.
W 1766 Hiszpanie nabyli Malwiny (odkryte w XVI wieku przez angielskiego kapitana Johna Davisa, Anglia ustanowiła swoje zwierzchnictwo nad nimi w 1761), będące dotąd kolonią francuską i nazywane Port St. Louis. Rok później po uzyskaniu nad nimi całkowitej kontroli, oddali wyspy pod rządy gubernatora w Buenos Aires. Odrzucenie brytyjskich roszczeń do wysp doprowadziło w 1770 do kryzysu falklandzkiego, w którym Hiszpania i Wielka Brytania stanęły na krawędzi wojny.
W tych warunkach Karol III Hiszpański w kwietniu 1776 poprosił byłego gubernatora Rio de La Plata, Cevallosa o obmyślenie strategii bezpieczeństwa i rozwoju regionu. Król miał na myśli sposób podboju Colonii i wysp Santa Catarina na terenie tzw. Banda Oriental (Brzegu Wschodniego) i modernizację słabo rozwiniętego Buenos Aires. Cevallos rozpoczął wprowadzanie transformacji ustrojowych w kraju włączając wprowadzenie wolnego handlu ustalone 6 września 1777 oraz wykorzystanie złóż mineralnych w okolicach Potosí, które wkrótce stały się głównym źródłem dochodów wicekrólestwa. Reformy króla Burbona przyczyniły się w wielkim stopniu do rozwoju obszaru. W latach 1792–1796 miał miejsce bezprecedensowy bum gospodarczy.

## Upadek państwa
W początkowych latach XIX wieku Buenos Aires stawało się coraz bardziej samowystarczalne, produkując około 600 tys. sztuk bydła rocznie (z czego ćwierć była spożywana na miejscu) i znacznie wspierającym rozwój obszarów. Jednak nieuniknione i w końcu rozpoczęte wojny z Wielką Brytanią oznaczały nadejście wielkiego regresu w regionalnej gospodarce, ponieważ komunikacja morska była praktycznie sparaliżowana. Region Górne Peru został obciążony dużymi kosztami administracji i obrony estuarium Rio de La Plata, wspieranego dotąd przede wszystkim przez produkcję w Potosi. Na przykład w pierwszych latach istnienia Wicekrólestwa, około 75% kosztów było pokrywane z przychodów, pochodzących z północy. Górne La Plata (głównie obecny Paragwaj) miało również problemy z administracją z Buenos Aires, w szczególności ze względu na jej monopol w wielu dziedzinach.
W 1805 roku Hiszpania musiała pomóc Francji, odwdzięczając się za sojusz z 1795, ale straciła swoją flotę morską w bitwie pod Trafalgarem. Hiszpański premier ostrzegł wicekrólestwo przed prawdopodobieństwem brytyjskiej inwazji, i że w takim przypadku miasto Buenos Aires byłoby zdane na własne siły.
27 czerwca 1806 około 1500 żołnierzy pod wodzą płk. Williama Carra Beresforda pomyślnie zaatakowało Buenos Aires po nieudanej próbie zatrzymania ich przez wicekróla Rafaela de Sobremonte, który uciekł do Cordoby. Brytyjskie siły zbrojne zostały wyparte w grudniu przez kreoli pod dowództwem Santiago de Liniers. W lutym 1807, Brytyjczycy wzmocnili się o 8 tys. mężczyzn pod wodzą gen. Samuela Auchmuty’ego. W maju przybył gen. John Whitelock w celu przejęcia ogólnego dowództwa i 5 lipca zaatakował Buenos Aires. Po utracie ponad połowy swej armii został pojmany, podpisał zawieszenie broni i wyjechał do Wielkiej Brytanii.
Tak więc, brak wsparcia ze strony Hiszpanii i zwiększenie zaufania po zadaniu świeżej porażki Brytyjczykom sprawił, iż podjęto starania w kierunku niezależności wicekrólestwa. Było także oczywiste, że Wicekrólestwo Rio de la Plata było tylko kilkoma niepowiązanymi regionami połączonymi ze sobą przez hiszpańską koronę, w akcie próby utrzymania władzy nad regionem.
25 maja 1810 z południowej części wicekrólestwa utworzono niepodległe Zjednoczone Prowincje Rio de La Plata. Oznaczało to formalny kres istnienia wicekrólestwa.
Północny obszar mimo swej autonomii pozostał pod rządami hiszpańskimi i nosił nieoficjalną nazwę Republika Guarani od nazwy indiańskiego plemienia Guaranów. Jednak 15 maja 1811 w jego wschodniej części proklamowano niepodległy Paragwaj, jako drugie w historii po Wenezueli, spośród obecnie istniejących, państwo Ameryki Południowej.

## Podział administracyjny
Lista dependencji Wicekrólestwa La Platy
- Buenos Aires
- Montevideo
- San Ignacio
- Paragwaj
- Cordoba
- Salta
- Chiquitos
- Potosi
- La Paz
- Cochabamba
- Charcas
- Moxos

## Lista wicekrólów
- Pedro Antonio de Cevallos (1776–1778)
- Juan José de Vértiz y Salcedo (1778–1784)
- Cristóbal del Campo (1784–1789)
- Nicolás Antonio de Arredondo (1789–1795)
- Pedro Melo de Portugal y Villena (1795–1798)
- Antonio Olaguer Feliú y Heredia (1798–1799)
- Gabriel de Avilés y del Fierro (1799–1801)
- Joaquín del Pino y Rozas (1801–1804)
- José Fernando Abascal y Sousa (1804)
- Rafael de Sobremonte (1804–1807)
- Santiago de Liniers y Bremond (1807–1809)
- Baltasar Hidalgo de Cisneros (1809–1810)
- Francisco Javier Elio (1810–1811)